# Chordofony smyczkowe

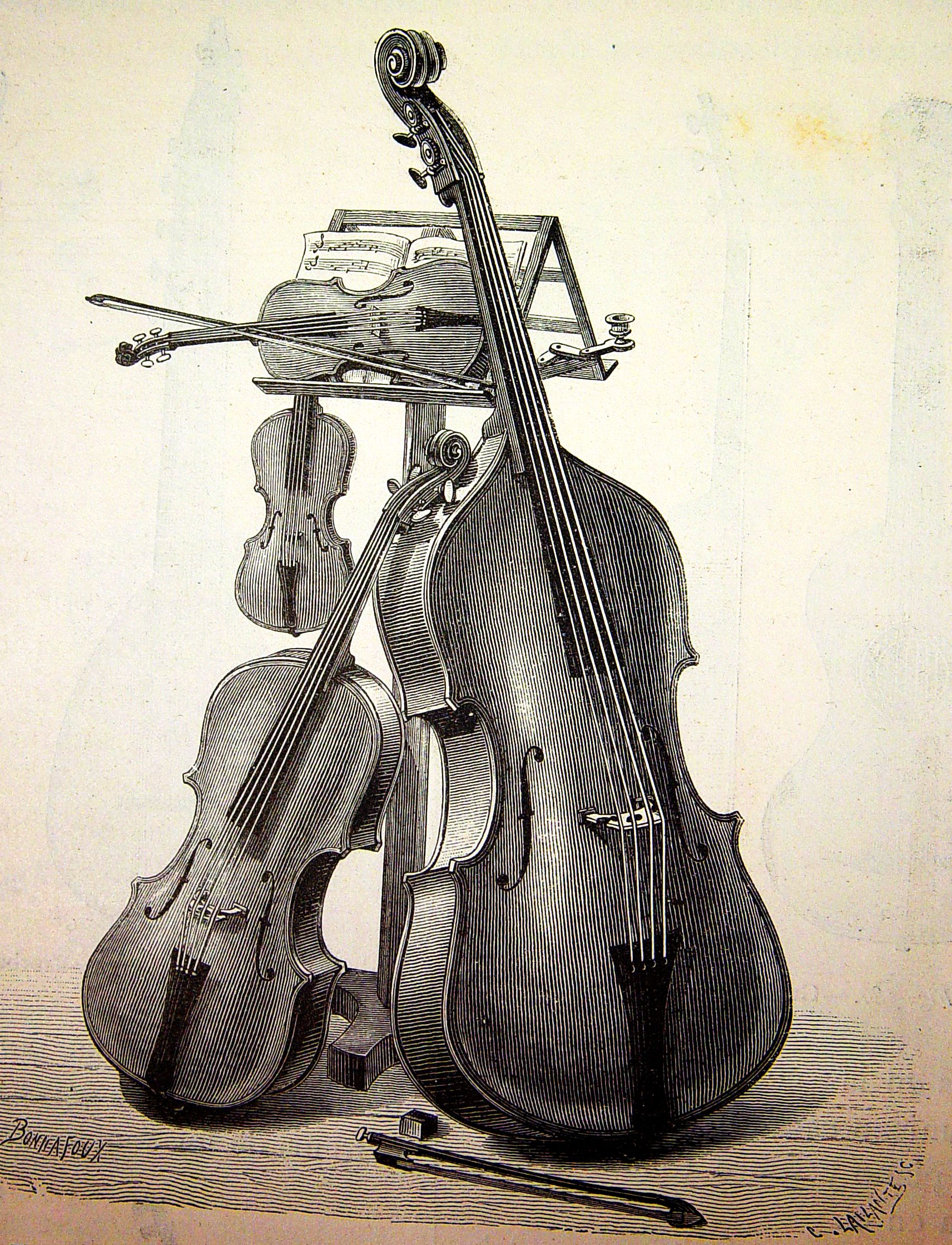
Niektóre europejskie chordofony smyczkowe: skrzypce, altówka, wiolonczela i kontrabas

Chordofony smyczkowe (pocierane) – grupa instrumentów muzycznych, w których źródłem dźwięku są napięte struny pobudzane smyczkiem (tradycyjnym – skrzypcowym, lub innym, np. mechanicznym kołowym). Pierwszy człon nazwy grupy – „chordofony” – jest nazwą grupy instrumentów strunowych w klasyfikacji Hornbostela-Sachsa; drugi – „smyczkowe” – nie jest nazwą podgrupy z tej samej systematyki, lecz dookreśleniem oznaczającym sposób pobudzania strun, który występuje również w grupie idiofonów.
Europejskimi chordofonami smyczkowymi są m.in. instrumenty z rodziny skrzypiec: altówka, fidel, kontrabas, lira da braccio, lira da gamba, mazanki, surdynka, wiolonczela, oraz inne, m.in. chrotta, lira korbowa, gęśle z Opola, gudok, gusle, guslica, tubmaryna.
Azjatyckimi chordofonami smyczkowymi są m.in. banhu, kemancze, rebab, rebec, sarangi, sarinda oraz sy-hu.

## Historia
Już w krajach starożytnych, przede wszystkim w Azji, istniały instrumenty smyczkowe. Najstarsze doniesienia o instrumentach smyczkowych pochodzą ze starożytnej Mezopotamii, gdzie podczas wykopalisk archeologicznych odkryto „liry z Ur”. Instrument, dalej rozwijany, uzyskał system strojenia oraz smyczek. Indyjskie instrumenty z V wieku p.n.e. posiadały od 7 do 21 strun.
W epoce średniowiecza, instrumenty smyczkowe przechodziły osobne fazy rozwoju w każdym kraju Europy. Powstał rebec, pierwsze wersje fidla oraz skrzypiec, a także pierwsze lutnie. Były wykonywane przy użyciu materiałów pochodzenia zwierzęcego (zwłaszcza sierść i jelita), a także z jedwabiu. Pierwsze wizerunki skrzypiec pojawiły się na freskach włoskich z początku XVI w. Przez wiele wieków modelem brzmienia dla instrumentów smyczkowych był głos ludzki. Produkcja instrumentów smyczkowych została udoskonalona w epoce renesansu i baroku. Skrzypce i gitary udoskonalono pod względem muzycznym tak, że w podobnej formie są używane do dziś.
W XIX wieku instrumenty smyczkowe stały się powszechnie dostępne dzięki powstaniu szeregu zakładów manufakturowych, budujących dużą liczbę strojonych instrumentów o dobrym brzmieniu. Na dużą skalę rozwinęło się wykonawstwo orkiestrowe. W II połowie XX wieku instrumenty smyczkowe zostały poddane amplifikacji, czyli wzmocnieniu dźwięku za pomocą prądu elektrycznego.